# Prilep, Dobrici
Prilep (în bulgară Прилеп, în română Ciucurova) este un sat în comuna Dobricika, regiunea Dobrici, Dobrogea de Sud, Bulgaria. 
Între anii 1913-1940 a făcut parte din plasa Balcic a județului Caliacra, România. Localitatea e situată în „Valea fără iarnă” (Valea Batovei).
Vasile Stroescu în lucrarea Dobrogea nouă pe căile străbunilor nota: Satul Ciucurova s-a numit așa după poziția joasă a satului, adâncită. În timpul dominațiunii turcești a fost locuit de cerchezi. E situat în valea Batovei, având la apus dealul și valea Slama canara (Canaraua Bobotezei) și la miazănoapte deal împădurit. Se în vecineaza la rasărit cu satul Ceatalar, la apus cu Bulgaria, la miazăzi cu Mustafa Beiler și la miazănoapte cu Tulugea. 

## Demografie
Componența etnică a satului Prilep
     Bulgari (61,11%)
     Romi (33,33%)
     Nicio identificare (5,55%)
     Altele (0%)
La recensământul din 2011, populația satului Prilep era de 18 locuitori. Din punct de vedere etnic, majoritatea locuitorilor (61,11%) erau bulgari, cu o minoritate de romi (33,33%). Pentru 5,55% din locuitori nu este cunoscută apartenența etnică.